# قلوب صغيرة (مسلسل)
قلوب صغيرة مسلسل من إخراج الفنان عمار رضوان وبطولة عدد من الفنانين في مقدمتهم أمل عرفة ويارا صبري وشكران مرتجى, وهو من إنتاج شركة غزال للإنتاج الفني.
حيث تلعب الفنانة يارا صبري دور البطولة فيه إلى جانب الفنان سلوم حداد ،وتقوم بدور" سلام "وهي زوجة وأم وامرأة عاملة وناشطة اجتماعية وهي زوجة كريم الذي يلعب دوره الفنان سلوم حداد
من خلال شخصية سلام يتعرض المسلسل بقوة وجرأة للمشاكل الاجتماعية التي تتعلق بفئات مهمشة ومنسية في المجتمع ولمشاكل الشباب والأطفال والمرأة.
المسلسل يطرح كم كبير من المشاكل الاجتماعية التي لم تطرح فيما سبق في الدراما.
ويشارك فيه نخبة من النجوم مثل الفنانة الكبيرة منى واصف والفنانين أمل عرفة وليلى جبر و شكران مرتجى وماهر صليبي وتاج حيدر وكندة حنا والكثير من الفنانين والنجوم ..
المسلسل إخراج عمار رضوان ، تأليف وسيناريو وحوار ريما فليحان ، تعاون درامي يارا صبري